# Elephantomyia setosa
Elephantomyia setosa är en tvåvingeart som beskrevs av Alexander 1956. Elephantomyia setosa ingår i släktet Elephantomyia och familjen småharkrankar.
Artens utbredningsområde är Uganda. Inga underarter finns listade i Catalogue of Life.